# John Tchicai
John Martin Tchicai est un compositeur et saxophoniste de jazz danois né le 28 avril 1936 à Copenhague et mort le 8 octobre 2012 à Perpignan.
Installé à New York en 1963, John Tchicai participe à la naissance du mouvement free jazz avec Archie Shepp et Don Cherry au sein du New York Contemporary Five, et deviendra l'un des précurseurs de l'avant-garde jazz en Europe du Nord.

## Biographie
John Tchicai est né à Copenhague, fils d'une mère danoise et d'un père congolais. Il vit à Aarhus où il étudie d'abord le violon, puis adolescent la clarinette et le saxophone alto, son instrument de prédilection, au conservatoire royal du Danemark. Il commence à jouer à la fin des années 1950 avec de nombreux musiciens européens. Il rencontre Archie Shepp et Bill Dixon à Helsinki en 1962.
Il rejoint Archie Shepp à New York un an plus tard au sein du New York Contemporary Five, un groupe fondateur du mouvement avant-garde jazz, qui joue jusqu'en 1964. En 1965, il crée avec le tromboniste Roswell Rudd et le batteur Milford Graves le New York Art Quartet. La même année il enregistre avec John Coltrane Ascension, aux côtés de Pharoah Sanders, McCoy Tyner, et Elvin Jones. et avec Albert Ayler New York Eye and Ear Control (en), deux albums pionniers du courant free jazz.
En 1966, John Tchicai revient au Danemark et crée le big band Cadentia Nova Danica, un grand ensemble de free jazz composé parfois de plus de 30 personnes qui collaborera notamment avec le groupe d'improvisation acoustique et électronique italien Musica Elettronica Viva. 
En 1969 avec le batteur britannique John Stevens (en), il participe au spectacle de musique bruitiste de John Lennon et Yoko Ono Cambridge 1969 à l'université de Cambridge, performance reprise sur l'album Unfinished Music No.2: Life with the Lions.
Dans les années 1970, John Tchicai s'investit dans le Hatha yoga et la méditation, et consacre la plupart de son temps à l'enseignement musical. Il devient moins présent sur scène. Il joue tout de même avec la pianiste suisse Irène Schweizer en 1975 au Willisau Jazz Festival, avec l'ensemble Strange Brothers du saxophoniste danois Simon Spang-Hanssen (de) en 1977, et avec le bassiste sud-africain Johnny Dyani.
Dans les années 1980 il revient plus fréquemment sur scène, préférant désormais jouer du saxophone tenor, et se produit avec le sextet de saxophones hollandais De Zes Winden (de), le big band Orchestra Of Two Continents du pianiste Cecil Taylor, et le New Jungle Orchestra du guitariste danois Pierre Dørge, un mélange anarchique de Duke Ellington, de Charles Mingus, de musiques africaines et asiatiques, et de free jazz. Il reçoit en 1990 une subvention à vie du ministère de la culture du Danemark.
Il publie en 1987 Advice to Improvisers (Wilhelm Hansen éditions), une méthode d'improvisation pour ses élèves, qui inclut des compositions et des exercices pour tous instruments.
À partir de 1991, John Chicai vit à la fois en Californie et à Perpignan (France) et se produit de plus en plus fréquemment : avec Grandpa's Spells, un mélange de jazz traditionnel, de fusion et d'électronique (1992), dans les musiques religieuses et les formations instrumentales avec voix, ou en continuant son travail avec Pierre Dørge. En 2010 il participe à une résidence au Café Oto (Dalston) avec le contrebassiste John Edwards et le batteur Tony Marsh.
John Tchicai et sa femme s'installent à Davis (Californie) en 1991, où il dirige plusieurs formations. Il est membre du Yo Miles Band du guitariste Henry Kaiser et du trompettiste Wadada Leo Smith, un collectif qui s'inspire librement de la période électrique de Miles Davis. Avec la claviériste Margriet Tchicai (sa femme), il crée deux formations qui enregistrent plusieurs albums : John Tchicai & the Archetypes et The John Tchicai Unit. Il organise des workshops dans des écoles, dans des prisons, et à l'université de Californie à Davis. 
En 1997 il reçoit un Jazz Master du National Endowment for the Arts.
En 2001, il s'installe définitivement à Claira près de Perpignan en France, et se produit essentiellement en clubs de jazz dans de nombreuses villes européennes. Il est victime d'une hémorragie cérébrale lors d'une tournée à Barcelone en juin 2012. Après plusieurs semaines de convalescence, il décède à l'hôpital de Perpignan le 8 octobre 2012.

### Origines familiales
De nombreuses biographies précisent de manière erronée que le père de John Chicai était un diplomate congolais. Cette information a été corrigée par John Tchicai lui-même au-cours de récentes interviews, :
Le père de John Tchicai est arrivé en Europe en 1906 avec l'ethnologue allemand Leo Frobenius. Joseph Lucianus Tschcaya (prononcé plus tard "Tschakai"), né à Pointe-Noire près de l'estuaire du Congo, rencontre Frobenius lors d'une de ses premières expéditions africaines. 
Il apprend le français et l'allemand dans une école missionnaire belge, et travaille comme servant auprès de Frobenius, qui perfectionne son éducation et l’amène avec lui à Berlin. Il cherche ensuite du travail aux Pays-Bas et en Belgique, puis en Scandinavie où il travaille comme serveur de restaurant ou dans les discothèques comme portier ou vendeur de cigarettes.
Il est inhumé au Cimetière de l'Ouest à Perpignan.

## Discographie

### Comme sideman
Avec Albert Ayler :
- 1964 : New York Eye and Ear Control

Avec John Coltrane :
- 1965 : Ascension

Avec le New York Art Quartet :
- 1964 : New York Art Quartet (ESP-Disk)
- 1965 : Mohawk (Fontana Records)
- 2000 : Reunion (DIW Records)
- 2010 : Old Stuff (Cuneiform)

Avec le New York Contemporary Five :
- 1963 : Consequences (Fontana Records)
- 1963 : Rufus, avec Albert Ayler, Don Cherry, Gary Peacock, Sonny Murray (Fontana Records)
- 1963 : Archie Shepp & the New York Contemporary Five Vol. 1 (Sonet Records)
- 1963 : Archie Shepp & the New York Contemporary Five Vol. 2 (Sonet Records)
- 1964 : Bill Dixon 7-tette / Archie Shepp and the New York Contemporary Five (Savoy Records)

Avec le New Jungle Orchestra :
- 1998 : Pierre Dørge's New Jungle Orchestra (Dacapo Records)

### Comme leader ou coleader
- 1968 : Cadentia Nova Danica (Polydor) avec Karsten Vogel, Hugh Steinmetz, Kim Menzer, Max Brüel, Steffen Andersen, Giorgio Musoni, Yvan Krill, Robidoo
- 1968 : Instant Composers Pool, avec Han Bennink et Misha Mengelberg
- 1969 : Cadentia Nova Danica, Afrodisiaca (MPS Records)
- 1975 : Willi The Pig - Live at Willisau, avec Irène Schweizer, Buschi Niebergall, Makaya Ntshoko
- 1977 : Real Tchicai, avec Pierre Dørge et Niels-Henning Ørsted Pedersen
- 1977 : Darktown Highlights, avec The Strange Brothers (Storyville)
- 1977 : John Tchicai plus Albert Mangelsdorff - Solo, FMP Records
- 1978 : Barefoot Dance, avec André Goudbeek (Marge 07)
- 1978 : Witchdoctor's Son , avec Johnny Dyani et Dudu Pukwana (SteepleChase Records)
- 1978 : John Tchicai and Strange Brothers (FMP Records)
- 1978 : Fragments, avec Misha Mengelberg, Han Bennink, Derek Bailey (Instant Composers Pool)
- 1978 : Duets, avec André Goudbeek (Stichting Vrijere Muziek)
- 1980 : Live in Athens (Praxis)
- 1981 : Continent, avec Hartmut Geerken (Praxis)
- 1983 : Ball at Louisiana Museum of Modern Art, avec Pierre Dørge (SteepleChase Records)
- 1983 : Binder Quintet Featuring John Tchicai (Krém)
- 1985 : Cassava Balls, avec Hartmut Geerken et Famoudou Don Moye (Praxis)
- 1987 : The African Tapes Volume 1, avec Hartmut Geerken et Famoudou Don Moye (Praxis)
- 1988 : The African Tapes Volume 2, avec Hartmut Geerken et Famoudou Don Moye (Praxis)
- 1988 : Soaked Sorrows, avec The Brus Trio (Arne Forsén, Gilbert Mathews, Ulf Åkerhielm)(Dragon records)
- 1988 : Tchicai / Clinch, avec Peter Ole Jørgensen (Olufsen Records)
- 1989 : The Giancarlo Nicolai Trio & John Tchicai (Leo Records)
- 1989 : Always Born, Charles Gayle Quartet featuring John Tchicai (Silkheart)
- 1998 : Love Notes From The Madhouse, avec Yusef Komunyakaa (8th Harmonic Breakdown)
- 1999 : Infinitesimal Flash (Buzz Records)
- 2001 : Anybody Home? (Tutl)
- 2003 : Hope Is Bright Green Up North, avec Pierre Dørge et Lou Grassi (CIMP)
- 2004 : Sudden Happiness, Triot (TUM Records)
- 2005 : John Tchicai With Strings (Treader)
- 2005 : Big Chief Dreaming avec Garrison Fewell, Massimo Manzi, Tino Tracanna (Soul Note Records)
- 2006 : Witch's Scream avec Reggie Workman et Andrew Cyrille (TUM Records)
- 2006 : Lake / Tchicai / Osgood / Westergaard (Passin'Thru Records)
- 2008 : Schlachtfest Session II avec Roman Bunka, Hans Joachim Irmler, Jan Fride, Hanna Tuulikki, Aby Vulliamy, Chris Hladowski, George Murray (Klangbad)
- 2008 : Coltrane In Spring avec  Jonas Müller, Nikolaj Munch-Hansen, Kresten Osgood (Ilk Music)
- 2009 : In Monk's Mood avec  Steve LaSpina, Billy Drummond, George Colligan (SteepleChase Records)
- 2009 : The Kabul And Teheran Tapes avec Harmut Geerken (Qbico)
- 2012 : West Africa Tour (Sierra Leone, Liberia & Guinea), April 1985 avec Hartmut Geerken et Famoudou Don Moyé (Sagittarius A-Star)